# Andrés de Abreu
Fray Andrés de Abreu (La Orotava, Tenerife, 1647-La Orotava 1725) fue un religioso y escritor español. 

## Biografía
Perteneció a la Orden Franciscana, dentro de la cual desempeñó diversos cargos: Lector de Prima de Teología en el convento de San Miguel de las Victorias, Provincial de la orden franciscana, Examinador Sinodal de la diócesis de Canarias y Comisario del Santo Oficio.
En 1692 se publica en Madrid su poema sobre la vida de San Francisco de Asís con el título Vida del Serafín en carne y vera efigies de Cristo San Francisco de Asís. Este largo poema es considerado la máxima expresión del Barroco dentro de la literatura canaria, oscilando su estilo entre el culteranismo y el conceptismo. En él hace un especial uso del hipérbaton y de las metáforas que, al decir del filólogo Joaquín Artiles "eludiendo el nombre cotidiano de las cosas, crean un mundo irreal de ensueños". Esta voluntad barroca de crear una lengua poética propia es lo que lo acerca a la generación de la vanguardia canaria que, desde la revista La Rosa de los Vientos (editada en Tenerife, 1927-1928), se afana en recuperar su figura y magisterio. En este sentido, el crítico Ángel Valbuena Prat llegará a hablar de sus anticipaciones a la estética creacionista.
El largo poema está compuesto por 828 cuartetas octosílabas con rima en e-o. También escribió el volumen en prosa Vida de Fray Juan de Jesús, impreso en 1701. Abreu asimismo defendió la veracidad de la obra de Sor María Jesús de Ágreda llamada Mística Ciudad de Dios.
En lo referente a la ortodoxia católica, Abreu defendía posturas heterodoxas próximas al iluminismo y al molinismo, esto le granjeó sospechas de parte del ala más conservadora de la curia. Quizás, el capítulo más famoso de su vida en este respecto es el hecho de que Fray Andrés de Abreu se vio envuelto en la polémica surgida en torno a la monja Sor María Justa de Jesús, la cual fue acusada de ser una monja herética. Este hecho provocó que Abreu destruyera la biografía que había escrito sobre dicha religiosa.
Fray Andrés de Abreu murió el 3 de julio de 1725 en La Orotava.